# Pitcairnia albiflos
Pitcairnia albiflos là một loài thực vật có hoa trong họ Bromeliaceae. Loài này được Herb. miêu tả khoa học đầu tiên năm 1826.